# مايك سكوت
مايك سكوت (بالإنجليزية: Mike Scott)‏ مواليد 16 يوليو 1988، هو لاعب كرة سلة أمريكي يلعب مع فريق أتلانتا هوكس في الرابطة الوطنية لكرة السلة ويحمل الرقم 32. يبلغ طوله 6 قدم 8 بوصة (2.0 م).

## فرق لعب لها
- أتلانتا هوكس

## روابط خارجية
- مايك سكوت على موقع إن بي أي (الإنجليزية)
- مايك سكوت على موقع سبورتس رفرنس (الإنجليزية)
- مايك سكوت على موقع كرة السلة الأوروبية.كوم (الإنجليزية)
- مايك سكوت على موقع إي إس بي إن.كوم (الإنجليزية)
- مايك سكوت على موقع كلية كرة السلة في سبورتس رفرنس.كوم (الإنجليزية)
- مايك سكوت على موقع ريلجم (الإنجليزية)
- مايك سكوت على موقع بروبوليرز (الإنجليزية)
- مايك سكوت على موقع سبورتس رفرنس (الإنجليزية)